# Ptiloprora guisei
El mielero dorsirrufo (Ptiloprora guisei) es una especie de ave paseriforme de la familia Meliphagidae endémica del este de Nueva Guinea.

## Distribución y hábitat
Se encuentra únicamente en las montañas de Papua Nueva Guinea. Su hábitat natural son los bosques húmedos tropicales de montaña.